# Ituxi Vallis
L'Ituxi Vallis è una struttura geologica della superficie di Marte.
È lunga 62 km e ha preso il nome dal fiume Ituxi, in Brasile.